# Jan Cornelisz van Loenen
Jan Cornelisz van Loenen (geboren um 1590; beerdigt am 13. März 1643) war ein niederländischer Maler des 17. Jahrhunderts. Varianten seines Namens sind z. B. Jean de Laune, Jean de Lone, Jean de Losne, Johan van Loenen.

## Leben

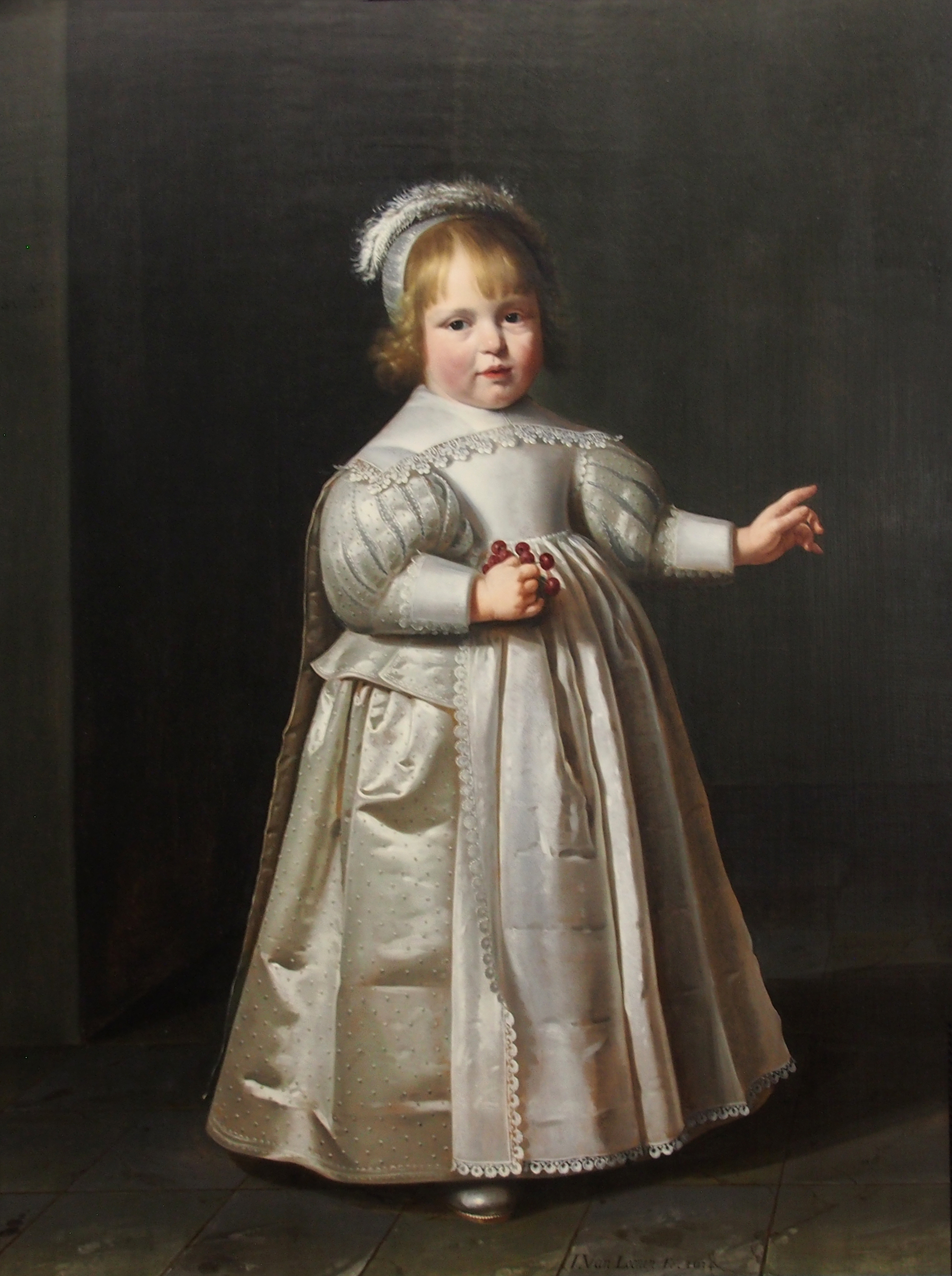
Ölgemälde des Knaben Willem van der Muelen im Alter von drei Jahren (1634), Landesmuseum Hannover

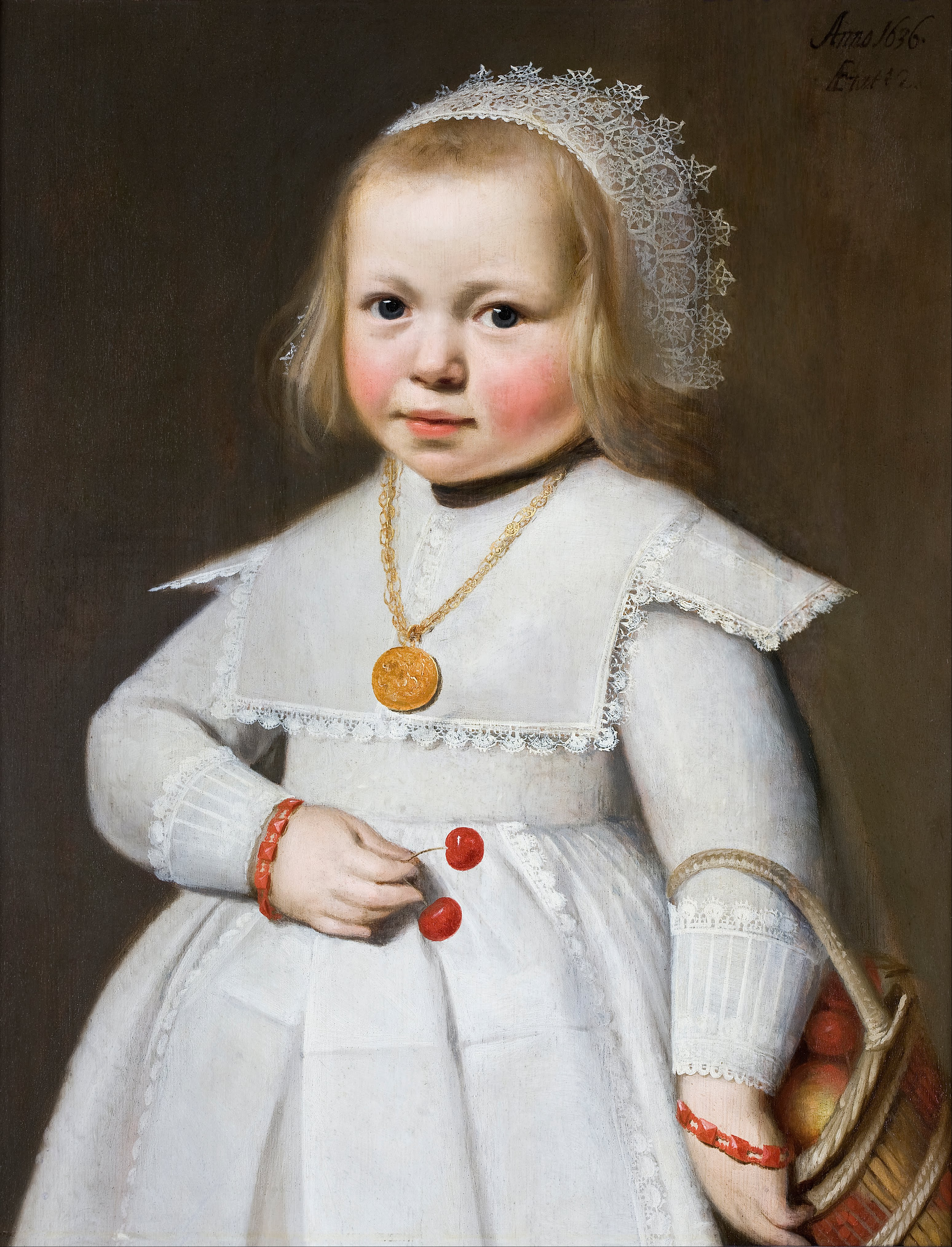
Porträt eines zweijährigen Mädchens aus der Familie Rainier, 1636, Hallwylska Museum, Stockholm

Van Loenen stammte aus Utrecht und arbeitete 1613 in Frankreich und Italien mit dem niederländischen Maler Jan Rutgersz Van Nieuwael. Beide waren 1619 in Lyon und dann in Grenoble (Altarbild für die Kirche Sainte-Claire in Grenoble). 1626 führten beide mit Antoine Schanart und Antoine van Halder die Innendekoration des Schlosses von Vizille (von  François de Bonne, Herzog von Lesdiguières) aus. 1634 muss van Loenen wieder in Utrecht gewesen sein (datiertes und signiertes Kinderporträt). An Dokumenten fand sich nur ein Testament vom 21. Februar 1643, in der er alles der Frau Petronella van Quirijnen seines Freundes Van Nieuwael hinterließ. Er hatte keine eigenen Nachkommen.
Er gehört zu den Utrechter Caravaggisten.
Von ihm stammt zum Beispiel ein Gemälde von Willem van der Muelen (1631–1690) im Alter von drei Jahren (früher als Bild eines Mädchens betrachtet, da der Junge in einem grauen Kleid dargestellt ist) von 1634. Die Qualität des Bildes, dass sich bis zum Verkauf an das Niedersächsische Landesmuseum 2013 im Familienbesitz in Utrecht befand, fand schon auf einer Gemäldeausstellung 1894 in Utrecht die Aufmerksamkeit zum Beispiel von Hofstede de Groot. Von Loenen sind sonst nur wenige Bilder bekannt, darunter einige Kinderporträts. Es ist aber vermutet worden, dass einige seiner Bilder später fälschlich Anderen zugeschrieben wurden. Da die Familie van der Muelen eine hochgestellte Patrizierfamilie war (1585 aus Antwerpen geflohen, seit 1608 in Utrecht und als Kaufleute unter anderem im Westafrika-Handel reich geworden), muss er damals in hohem Ansehen gestanden haben.
Ihm sind Bilder in Glasgow (Porträt eines jungen Mädchens, Stirling Maxwell Collection, Pollok House) und Stockholm (Porträt eines zweijährigen Mädchens, Hallwylska Palast und Museum) zugeschrieben worden. Außerdem das Porträt eines Jungen im Musée de Soissons (1637) und das Bild eines Kindes und anderer Familienmitglieder in Schloss Zuylen bei Utrecht von 1639.